# Musa Qala
Musa Qala er en by i Musa Qala-distriktet i Helmand-provinsen i Afghanistan. Indbyggertallet er noget usikkert og er blevet anslået fra alt lige fra 2.000 til 15.000. Byen består af lerhuse og grusveje. Byen var i 2006 genstand for svære kampe mellem Taliban og NATO-styrken ISAF (International Security Assistance Force). Danske soldater fra 1. Lette Opklaringseskadron, Almegårds Kaserne, Bornholm kontrollerede i over en måned dele af Musa Qala i perioden juli-august 2006 og oplevede i den forbindelse nogle af de sværeste kampe for den danske hær siden 2. Slesvigske Krig i 1864. I oktober 2006 blev en aftale indgået mellem byens ledere ("ældre-rådet" eller "shura'en") og NATO om, at alliancen trak sine styrker ud, mod at de holdt Taliban udenfor. Aftalen brød sammen i februar 2007, da Taliban løb byen over ende, satte ild til regeringsbygningerne og fængslede de ledere, som havde samarbejdet med NATO.
I slutningen af 2007 generobrede NATO og afghanske styrker Musa Qala.

## Den britiske indsats
Den 2. februar 2006 udbrød der voldsomme kampe mellem den afghanske regeringshær og Taliban i Musa Qala, hvilket kostede 28 livet. Herunder byens distrikschef Abdul Quddus. Den 3. marts 2006 blev distriktsguvernøren Amir Jan myrdet i byen. Det fik den afghanske præsident Harmid Karzai til at bede den britiske hær om at sende styrker til Helmand-provinsen for at nedkæmpe Taliban i stedet for at fokusere på genopbygningen og stabiliseringen af landet. Den britiske hær etablerede baser (såkaldte "Combat Outposts") i Musa Qala, Sangin, Nowzad and Kajaki i Helmand-provinsen med enheder fra den britiske eliteenhed 16 Air Assault Brigade. Styrken mistede i de kommende måneder 16 soldater i Helmand-provinsen. Specielt kampene i Musa Qala var svære, og de 38 britiske soldater fra eliteenheden "Pathfinders" blev hurtig isoleret i et fort, som lå midt i byen.

## Den danske undsætning
Da den britiske styrke i Musa Qala skulle afløses i juli 2006, faldt valget på en dansk, let spejdereskadron fra Gardehusarregimentet, som var en del af den britisk-ledede "Helmand Task Force". Omkring 100 spejdere blev sendt af sted fra den danske hovedlejr Camp Bastion og på en farefuld vej 70 kilometer til Musa Qala. Allerede på vej til Musa Qala blev de danske styrker fire gange angrebet af Taliban, der dog ikke alvorligt kunne hindre den danske fremrykning. Den 23. juli blev 3 danske soldater såret, da deres køretøj kørte på en mine.
Taliban-styrken der omsluttede den britiske enhed i Musa Qala, anslås senere til at have bestået af omkring 2.000 soldater. For at lede den danske styrkes vej ind til den britiske lejr i midten af byen, sættes en dansk forkommando på fem mand ind i den britiske lejr via helikopter. De prøver at lede den danske styrke ind, men den bliver udsat for et overraskelsesangreb og må trække sig tilbage for at finde en anden vej. Den følgende dag foretager talibanerne et stort angreb på den britiske lejr, og her er den danske forkommando med til at slå dette tilbage. En af de danske soldater bliver lettere såret og må evakueres via helikopter.
36 timer efter talibanernes angreb ankommer den danske styrke den 25. juli til lejren og afløser den britiske styrke, som har været indesluttet i 40 dage. Et forventet stormangreb på lejren natten inden ankomsten udebliver, sandsynligvis fordi den danske styrke udenfor byen har forhindret talibanernes forstærkninger i at slutte sig til deres hovedstyrke Men da de danske styrker nu er ankommet i lejren, og dermed ikke mere forhindrer talibanernes forstærkning i at ankomme, oplever de afghanske og danske styrker i Musa Qala i de kommende 36 dage 50 angreb af Taliban.

## Kampene om Musa Qala
I begyndelsen foregik disse angreb både om dagen og om natten, men da Taliban forstod, at de danske spejdere havde natkampsudstyr, indskrænkede de deres angreb til dagangreb. De danske styrker kæmpede med alle til rådighed stående midler og tilkaldte eksempelvis 78 gange flystøtte fra NATO. Taliban svarede igen med morterer og raketter mod de danske styrker. En dansk soldat hårdt såret af et skud i hovedet, hvilket var det værste tab, de danske styrker led, inden de blev fjernet fra Musa Qala den 25. august 2006. Talibans tabstal har været omdiskuteret. Oberst Henrik Sommer fra Hærens Operative Kommando (HOK) oplyste først, at op til 70 Taliban-krigere var blevet dræbt. Den 28. august 2006 meddelte forsvarsminister Søren Gade (V) i Det Udenrigspolitiske Nævn, at 25 Taliban-krigere var blevet dræbt.
Den danske indsats i 2006 medførte, at en soldat der havde kæmpet under fremrykningen, og en af de fem fra forkommandoen i Musa Qala, blev tildelt Forsvarets medalje for tapperhed. Endvidere modtog enkelte "Forsvarschefens påskønnelse" for deres indsats.

## "Evakuering" versus "planmæssig afløsning"
Forsvaret i Danmark valgte at informere om indsatsen i Musa Qala med korte, ret intetsigende pressemeddelelser udsendt af HOK, som primært oplyste om træfninger, og hvilke våben der var blev indsat. En mere professionel mediestrategi kunne måske have hindret den forvirring, der opstod, da de danske styrker i august 2006 blev trukket ud og igen afløst af en britisk enhed. En dansk journalist, Jørgen Dragsdahl (se mere på http://www.dragsdahl.dk), fik via interne kilder i NATO og Forsvaret viderebragt det indtryk, at der var tale om en evakuering under et voldsomt, militært pres fra Taliban. Forsvaret bestred dette og betegnede det i stedet som en planmæssig afløsning. Kendsgerningen er, at de danske styrker i Musa Qala i over en måned var udsat for en voldsom belejring, og fire timers søvn var normen. Styrkens oprindelige mission med at skabe ro og stabilitet i Musa Qala kunne aldrig påbegyndes. Med andre ord overskyggede diskussionen om "tilbagetrækning" versus "planmæssig evakuering" det egentlige problem med indsatsen i Musa Qala, at målet med genopbygning og stabilisering aldrig kunne påbegyndes, samt at både de britiske og danske styrker måtte bruge al deres tid på at forsvare sig selv frem for at hjælpe de civile afghanere.

## Civile tab i 2006?
Den britiske avis The Independent berettede i 26. august 2006, at flere vidner udtalte, at 13 civile (deraf 9 børn) var blevet dræbt under et flyangreb den 31. juli 2006.
På dagen for angrebet havde danske styrker udpeget et mål for et luftangreb.
Den danske forsvarsledelse, Forsvarskommandoen, svarede som citeret i Politiken den 21. september 2006: "Den danske enhed oplyser, at der i et tilfælde 31. juli blev påkaldt flystøtte mod et køretøj, der åbnede ild mod lejren i Musa Qala. Køretøjet forsvandt ud af syne, og herefter blev flystøtten afblæst. Det har ikke kunnet bekræftes, om der var civile i det nævnte køretøj."
I en række svar på § 20-spørgsmål fra folketingspolitikeren Frank Aaen fra Enhedslisten samme dag afviste forsvarsminister Søren Gade (V) at kende til civile tab i Musa Qala og afviste også behovet for en undersøgelse deraf.

## Efterspillet i 2007
Den britiske hær overtog igen ansvaret for Musa Qala, efter at de danske styrker var trukket ud i august 2006.
I lyset af hvor uholdbar en fortsat militær tilstedeværelse var, søgte den britiske hær en eller anden form for politisk ordning, som kunne afvikle deres tilstedeværelse i byen uden at Taliban ville overtage magten.
Den britiske brigadegeneral Ed Butler meddelte, at der var en reel frygt for, at Taliban ville skyde en af de britiske helikoptere ned og derved dræbe et stort antal britiske soldater – med de politiske reaktioner det ville få for den britiske tilstedeværelse.
Som han blev citeret for at sige i den britiske avis The Telegraph den 3. oktober 2006:
"We were not going to be beaten by the Taliban in Musa Qala (...) but the threat to helicopters from very professional Taliban fighters and particularly mortar crews was becoming unacceptable. We couldn't guarantee that we weren't going to lose helicopters".
En aftale blev derfor indgået med de lokale ledere i byens såkaldte "ældre-råd" (shura'en) i oktober 2006 om, at de skulle rejse deres egne sikkerhedsstyrker, mod at de holdt Taliban ude af byen.
Til gengæld ville NATO trække sine fåtallige og hårdt belastede styrker tilbage.
Aftalen holdt indtil 2. februar 2007, hvor internationale medier kunne meddele, at Musa Qala var faldet til Taliban og at regeringskontorer var blevet brændt af eller ødelagt, mens ældrerådet var blevet fængslet.
Både den afghanske hær og NATO svor, at de ville generobre byen og bringe "ældrerådet" til magten igen.
Alt tegnede derfor til, at Musa Qala igen ville opleve svære kampe i 2007, og den 7. december 2007 indledte NATO og afghanske styrker en større offensiv.
Efter fire dages kampe og to døde NATO soldater rapporterede medier at byen var taget igen.
Det blev dog senere imødegået af en talsmand fra det britiske militær, der udtalte, at mandag den 10. december var styrkerne nået til udkanten af Musa Qala, og kampen om byen fortsatte, 
og først dagen efter meddelte NATO, at kampen om Musa Qala var afsluttet.
Den internationale styrke havde indsat 6.000 afghanske, britiske og amerikanske soldater, mens Taliban blot havde 2.000.
Den store overmagt og et massivt bombardement fik Taliban til at flygte.